# Igreja Evangélica Espanhola
A Igreja Evangélica Espanhola (IEE) - em espanhol Iglesia Evangélica Española - é uma denominação protestante unida na Espanha, formada em 1869, a partir da união entre igrejas luteranas, congregacionais, presbiterianas, valdenses e metodistas.

## História

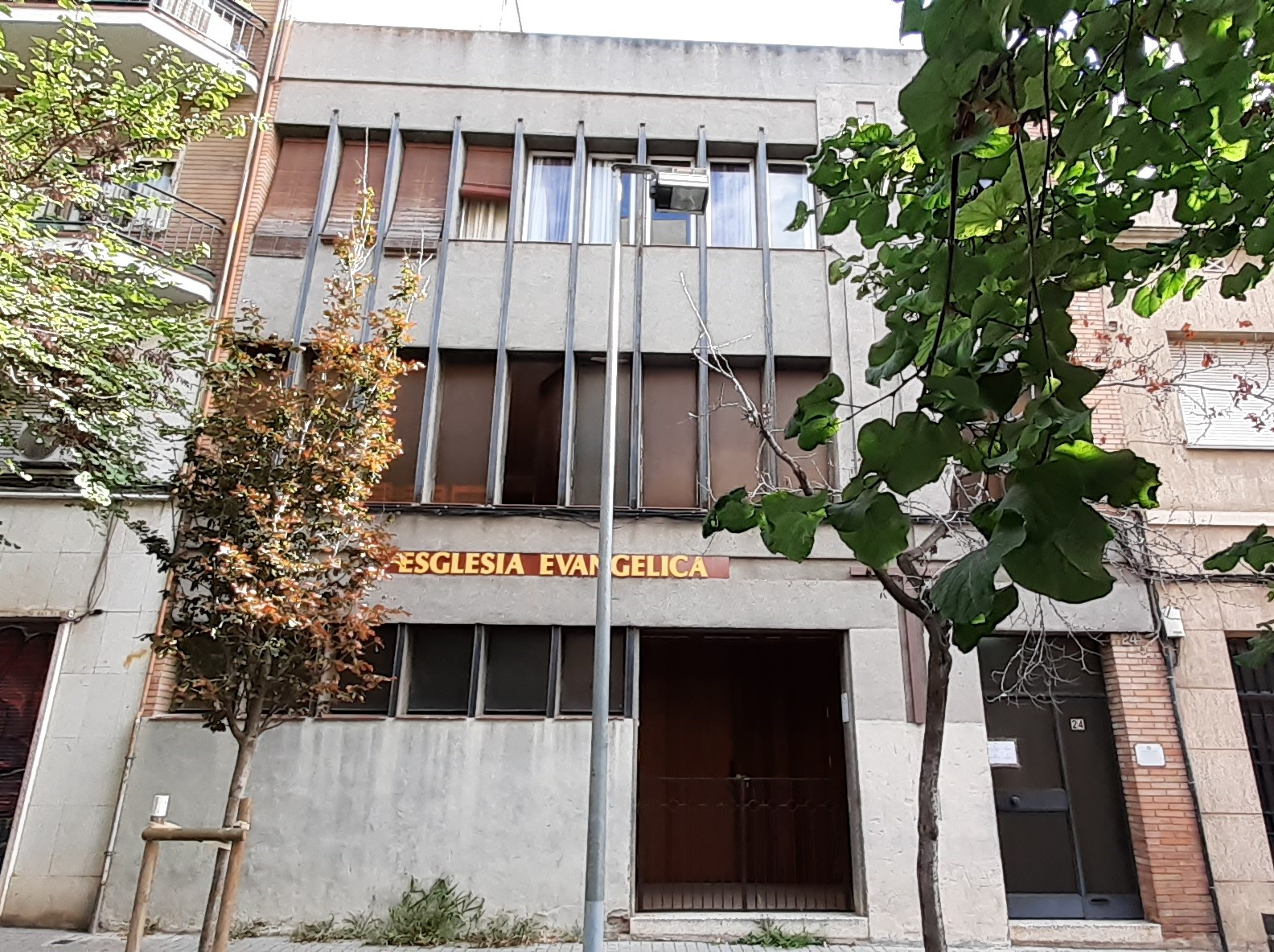
Igreja Evangélica de Belém em Barcelona.

O Protestantismo se espalhou em vários lugares na Espanha desde a década de 1850. Com a ajuda ativa de evangelistas britânicos, especialmente escoceses, Luis de Usoz y Rio começaram a distribuir bíblias e folhetos evangélicos. Outros evangelistas foram Francisco de Paula Ruet e Manuel Matamoros. Vários deles encontraram refúgio em Gibraltar, onde uma pequena comunidade protestante havia sido estabelecida. Manuel Matamoros e outros foram presos em 1860; seu julgamento levantou protestos em toda a Europa. Em resposta a esses apelos, o governo decidiu expulsar os líderes protestantes do país. 
Os desenvolvimentos políticos após as guerras napoleônicas começaram a criar uma nova situação. Em 1868, a liberdade de culto foi garantida constitucionalmente. Em 1868, a Igreja Reformada Espanhola foi formada. Um ano depois foi convocada uma assembléia com o objetivo de reunir as diversas comunidades. 
Em 1871 foi feita outra tentativa e, com a adição de novas comunidades, a igreja passou a ser a Igreja Cristã Espanhola e adotou sua própria confissão de fé. 
Em 1880 ocorreu uma divisão; um dos párocos deixou a igreja e fundou, junto com algumas comunidades, a Igreja Espanhola Reformada Episcopal, que adotou a liturgia das igrejas inglesas. 
Em 1890, com a adição de comunidades no norte da Espanha, o nome da igreja mudou novamente para Iglesia Evangélica Espanhola (IEE). A confissão de fé permaneceu inalterada até 1955, quando a Igreja Metodista da Catalunha e Baleares foi incorporada à IEE.
Em 2006 a denominação tinha cerca de 10.000 membros, em 40 igrejas.
Em 2014, a denominação relatou ser formada por 3.000 membros.

## Doutrina
A denominação subscreve o Credo dos Apóstolos, Credo Atanasiano, Catecismo de Heidelberg, Credo Niceno e Segunda Confissão Helvética.
Além disso, permite a ordenação de mulheres e o casamento entre pessoas do mesmo sexo.

## Relações intereclesiásticas
A denominação é membro do Conselho Mundial de Igrejas, da Comunhão Mundial das Igrejas Reformadas e do Concílio Metodista Mundial.